# Fjodor Jurčichin
Fjodor Nikolajevič Jurčichin (rusky Фёдор Николаевич Юрчихин, * 3. ledna 1959 v Batumi, Adžarská ASSR, Gruzínská SSR, SSSR) je od července 1997 ruský kosmonaut, původně člen oddílu kosmonautů RKK Eněrgija, roku 2012 přešel do oddílu Střediska přípravy kosmonautů. Roku 2002 vzlétl na palubě raketoplánu Atlantis (let STS-112) k Mezinárodní vesmírné stanici (ISS) a roku 2007 absolvoval půlroční kosmický let na ISS jako velitel Expedice 15. Potřetí pobýval na ISS v druhé polovině roku 2010 jako člen Expedice 24 a 25, počtvrté roku 2013 v Expedici 36/37 a popáté roku 2017 v rámci Expedice 51/52. Ve vesmíru prožil 672 dní, 20 hodin a 40 minut. Provedl 9 výstupů do otevřeného vesmíru o celkové délce 59 hodin a 27 minut.

## Život

### Mládí
Fjodor Jurčichin pochází z adžarského města Batumi, narodil se v dělnické rodině, po matce je řecké národnosti. Roku 1983 absolvoval Moskevský letecký institut. Poté nastoupil ve společnosti RKK Eněrgija, zde mimo jiné sloužil na vědeckovýzkumné lodi „Kosmonaut Jurij Gagarin“. později byl přidělen do Střediska řízení letů (CUP), naposledy jako pomocník vedoucího letů programu Mir-NASA.

### Kosmonaut
Po splnění podmínky tří let zaměstnání v Eněrgiji se roku 1986 přihlásil k kosmonautickému výcviku, prošel interním výběrem Eněrgije i lékařskými prohlídkami v Institutu lékařsko-biologických problémů a nakonec 15. října 1996 získal souhlas Hlavní lékařské komise k přípravě. Rozhodnutím Státní meziresortní komise byl 28. července 1997 doporučen do oddílu kosmonautů RKK Eněrgija, formálně zařazen v Eněrgiji na pozici kandidáta na kosmonauta byl 14. října 1997. Absolvoval dvouletou všeobecnou kosmickou přípravu ve Středisku přípravy kosmonautů J. A. Gagarina a 1. prosince 1999 získal kvalifikaci zkušební kosmonaut.
Od února 2000 byl zařazen mezi kosmonauty připravující se v CPK na lety na Mezinárodní vesmírnou stanici (ISS). V srpnu 2001 byl zařazen do posádky letu STS-112, od září se připravoval v Johnsonovu vesmírném středisku v Houstonu.
Do vesmíru odstartoval 7. října 2002 na palubě raketoplánu Atlantis k letu STS-112. Úkolem mise byla dopravit a namontovat na ISS jednak část nosníku stanice a dále pár panelů se slunečními články. Atlantis přistál 18. října po 10 dnech, 19 hodinách a 59 minutách letu.
Od prosince 2003 do března 2006 byl zařazen do záložní posádky Expedice 13 zprvu s Johnem Herringtonem (do začátku roku 2005) a Dmitrijem Kondraťjevem (do ledna 2004), poté s Johnem Grunsfeldem a Olegem Kotovem. V červenci 2005 byl zařazen do skupiny 15/16/17, z jejíž členů se sestavovaly posádky Expedice 15 až 17. V květnu 2006 byl jmenován velitelem Expedice 15.

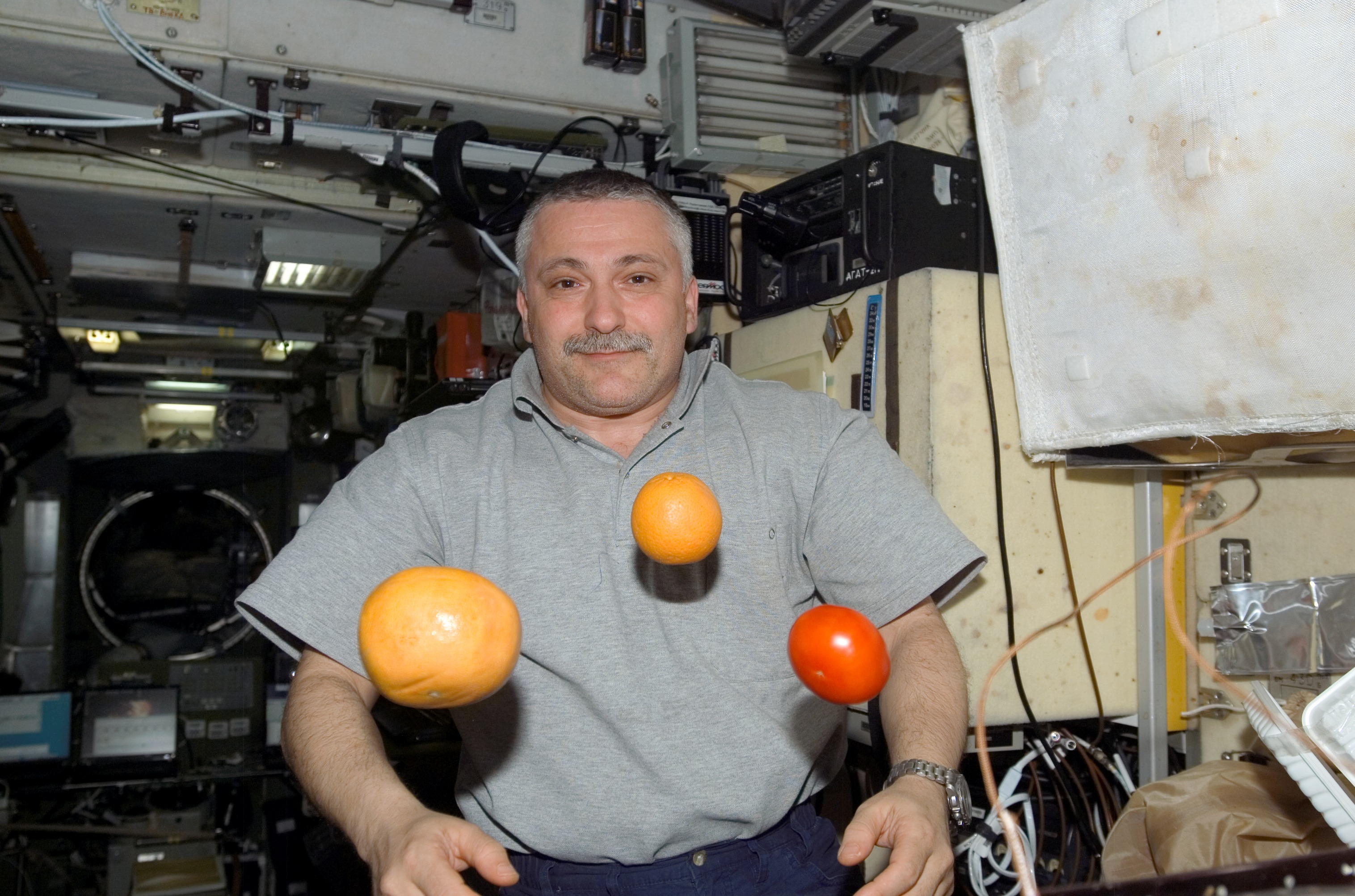
Fjodor Jurčichin předvádí čerstvé ovoce a zeleninu přivezené zásobovací lodí Progress. Modul Zvezda mezinárodní vesmírné stanice, 19. května 2007.

Ke svému druhému letu vzlétl 7. dubna 2007 v Sojuzu TMA-10 (velitel lodi) s Olegem Kotovem (palubní inženýr) a vesmírným turistou Charlesem Simonyim. Členové Expedice 15 převzali stanici od Expedice 14, jejíž dva členové (Michael López-Alegría a Michail Ťurin) se Simonyim po týdnu přistáli se Sojuzem TMA-9, přičemž zbývající členka Expedice 14 – Sunita Williamsová přešla do nové posádky. V červnu 2006 raketoplán Atlantis přivezl Claytona Andersona, který nahradil Williamsovou. Během letu Jurčichin třikrát vystoupil do vesmíru, dohromady na 18 hodin 44 minut. V říjnu 2007 Jurčichin a Kotov předali stanici následníkům z Expedice 16 a 21. října přistáli na Zemi.
V dubnu 2009 byl včleněn do posádky Sojuzu TMA-19, ve kterém měli na ISS přiletět členové Expedice 24 a 25. Ke stanici odstartoval 15. června 2010 ve funkci velitele lodi, společně s Američany Shannon Walkerovou a Douglasem Wheelockem. Na ISS strávil přes pět měsíců ve funkci palubního inženýra Expedic 24 a 25. Dvakrát vystoupil do vesmíru, dohromady na 13 hodin a 10 minut. Vrátil se v Sojuzu TMA-19 s Walkerovou a Wheelockem. Přistáli 26. listopadu 2010 ve 4:46 UTC v Kazachstánu, 84 km severně od Arkalyku.
V srpnu 2011 byl jmenován členem Expedice 40/41 na ISS, společně s Gregory Wisemanem a Alexanderem Gerstem. V prosinci 2011 nahradil Maxima Surajeva v Expedici 36/37. Start byl plánován na květen 2013, v Sojuzu TMA-09M s ním měli letět Luca Parmitano a Karen Nybergová. Začátkem roku 2012 odešel z RKK Eněrgija a k 7. únoru 2012 se stal kosmonautem oddílu Střediska přípravy kosmonautů.
V květnu 2013 počtvrté vzlétl do vesmíru jako velitel Sojuzu TMA-09M s Parmitanem a Nybergovou, po šestihodinovém letu se připojili k posádce ISS. Na stanici Jurčichin pracoval jako palubní inženýr Expedice 36 a velitel Expedice 37. S Alexandrem Misurkinem provedl tři výstupy do vesmíru o celkové délce 20 hodin a 2 minuty. Tím jeho celkový počet výstupů do vesmíru dosáhl počtu osmi o celkové délce 51 hodin a 53 minut. Na Zem se posádka Sojuzu TMA-09M vrátila 11. listopadu 2013.
V červenci 2015 zahájil přípravu k pátému letu jako člen Expedice 52/53, společně s Jackem Fischerem a Paolo Nespolim, s očekávaným startem v Sojuzu MS-05 v květnu 2017. V říjnu 2016 byli Jurčichin a Fischer převedeni do Expedice 51/52.
Do vesmíru odstartoval v Sojuzu MS-04 20. dubna 2017. Jurčichin s Fischerem přiletěli na ISS a zapojili se do práce Expedice 51, od června 2017 Jurčichin plnil povinnosti velitele Expedice 52. Během mise jednou vystoupil do vesmíru, čímž počet výstupů zvýšil na devět o celkové délce 59 hodin a 27 minut. Na Zem se Jurčichin s Fischerem a ještě s Peggy Whitsonovou v Sojuzu MS-04 vrátili 3. září 2017.
V září 2019 lékaři neuznali zdraví Jurčichina za odpovídající požadavkům na kosmonauta; v reakci na to k 13. prosinci 2019 Jurčichin odešel ze Střediska přípravy kosmonautů.
Jurčichin je ženatý, má dvě dcery.

## Tituly, řády a vyznamenání
- Řád Družby (21. září 2003)
- Letec-kosmonaut Ruské federace (21. září 2008)
- Hrdina Ruské federace (23. října 2008)
- Řád Za zásluhy o vlast IV. třídy (13. listopadu 2011)
- Řád Za zásluhy o vlast III. třídy (10. října 2015)
- Řád Za zásluhy o vlast II. třídy (13. listopadu 2018)